# Гавце
Гавце (словен. Gavce) — поселення в общині Шмартно-об-Пакі, Савинський регіон, Словенія. Висота над рівнем моря: 348,2 м.